# Pulau Rau
Pulau Rau är en ö i Indonesien.   Den ligger i provinsen Maluku Utara, i den nordöstra delen av landet, 2 600 km öster om huvudstaden Jakarta. Arean är 61 kvadratkilometer.
Terrängen på Pulau Rau är lite kuperad. Öns högsta punkt är 420 meter över havet. Den sträcker sig 14,3 kilometer i nord-sydlig riktning, och 7,1 kilometer i öst-västlig riktning.  I omgivningarna runt Pulau Rau växer i huvudsak städsegrön lövskog.